# Convention nationale républicaine de 1880

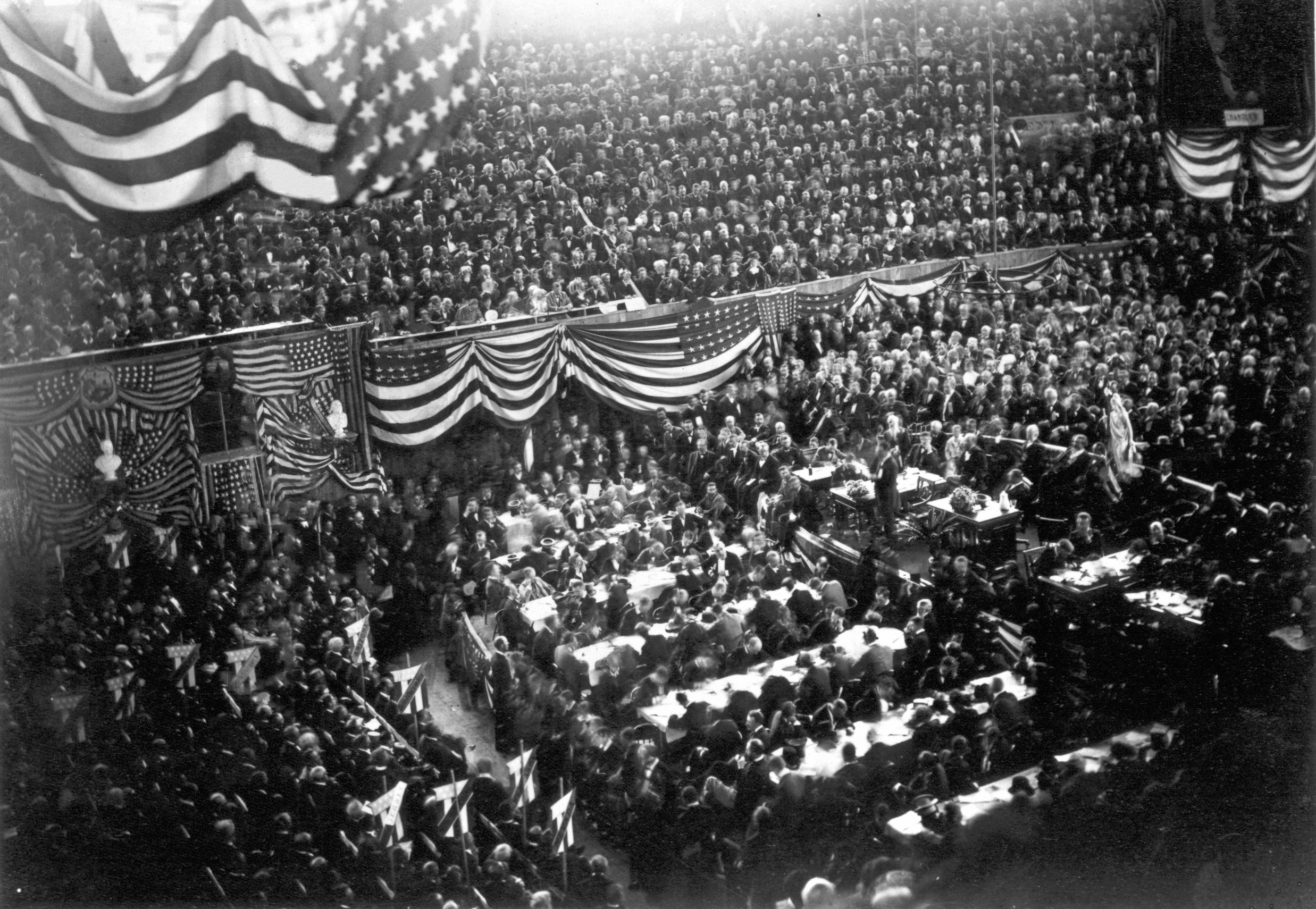
Vue de l'intérieur de l'Interstate Exposition Building durant la convention. James A. Garfield est à la tribune.

La convention nationale du parti républicain de 1880 se déroule du 2 au 8 juin 1880 dans l'Interstate Exposition Building de Chicago. Il permet de désigner les députés James A. Garfield de l'Ohio et Chester A. Arthur de New York candidats du Parti républicain pour l'élection à la Présidence de 1880.